# アレーヌ・シャルトラン
アレーヌ・シャルトラン（フランス語: Alaine Chartrand、1996年3月26日 - ）は、カナダ出身の元フィギュアスケート選手（女子シングル）。
2013年、2017年カナダ選手権3位。2014年世界ジュニア選手権5位。2015年カナダ選手権2位。2016年・2019年カナダ選手権優勝。

## 経歴
2012-2013シーズンよりジュニアグランプリシリーズに参戦。2013年のカナダ選手権では銅メダルを獲得した。翌年の同大会では5位となり表彰台を逃した。2014年四大陸選手権にてシニアの国際大会にデビューし7位となった。
2014-2015シーズン、シニアクラスに移行。グランプリシリーズのロステレコム杯のSPで1位に立った。FSで順位を落として3位となるも、シニアの国際大会で初めてのメダルを獲得した。カナダ選手権では銀メダルを獲得し、初の世界選手権の代表に選出された。
2015-2016シーズン、スケートアメリカで3回転アクセルに初挑戦するも、アクセルを含めて3度の転倒をして最下位。ロステレコム杯ではSP2位となったが、FSでは転倒が相次ぎ総合6位。カナダ選手権ではISU非公認ながら自身初200点を超え初優勝を果たした。
2016-2017シーズン、シーズン初戦のlSUチャレンジャーシリーズオータムクラシックで、SP6位と出遅れたが、FSで自己ベストを大きく更新する129.50点を叩き出しFS1位のスコアでトータルも186.11点と自己ベストを大きく更新し長洲未来に次ぐ2位に入った。GPシリーズではスケートカナダで、SP6位からFS4位の得点でトータルスコアも185.56点自己ベストに迫るスコアで5位に入った。続く札幌で行われたNHK杯ではSP、FS共にジャンプが乱れ10位と終わった。カナダ選手権では182.07で3位銅メダルで、世界選手権出場を逃した。四大陸選手権では、SP、FS共にジャンプにミスが多くあり11位に終わった。
2017-2018シーズン、初戦のケベックサマー杯では188点で優勝。好調なシーズンスタートとなった。国際大会初戦、lSUチャレンジャーシリーズのオータムクラシックでは、SPでは転倒や回転不足があり点数は伸びず6位。FSはジャンプの転倒など乱れ6位、トータル162.42点で5位となった。自己ベストを20点以上も下回り、悔しさの残る結果となった。GPシリーズ2戦に出場した。代表が確実とされていたがバンクーバーで開催されたカナダ選手権ではまさかのSPで出遅れ、FSで巻き返したが、ラーキン・オーストマンに届かずオリンピック代表を逃した。
カナダ選手権から1週間後のシーズンの集大成4年後の北京オリンピックに向けての再スタートの大会となった四大陸選手権ではSBを更新して8位となった。もしこの演技がカナダ選手権でできていればラーキンオースタマンを上回り3位となりオリンピックに出場できていたかもしれない。

## 技術・演技
アクセルをのぞく５種類の３回転ジャンプを成功できる。コンビネーションでは、3T+3T,3Lz+3T、2A+1Lo+3S,2A+2Loを飛べる。また、2015-2016シーズンからはトリプルアクセルにも挑戦している。

## 主な戦績
マークが付いている大会はISU公認の国際大会。
| 大会/年              | 2009 -10 | 2010 -11 | 2011 -12 | 2012 -13 | 2013 -14 | 2014 -15 | 2015 -16 | 2016 -17 | 2017 -18 | 2018 -19 |
| -------------------- | -------- | -------- | -------- | -------- | -------- | -------- | -------- | -------- | -------- | -------- |
| 世界選手権           |          |          |          |          |          | 11       | 17       |          |          | 23       |
| 四大陸選手権         |          |          |          |          | 7        | 10       | 11       | 11       | 8        | 16       |
| カナダ選手権         | 13 N     | 10 J     | 9        | 3        | 5        | 2        | 1        | 3        | 4        | 1        |
| GP NHK杯             |          |          |          |          |          |          |          | 10       | 11       |          |
| GPスケートカナダ     |          |          |          |          |          | 7        |          | 5        | 11       | 8        |
| GPロステレコム杯     |          |          |          |          |          | 3        | 6        |          |          |          |
| GPスケートアメリカ   |          |          |          |          |          |          | 12       |          |          | 9        |
| CSオータムクラシック |          |          |          |          |          |          |          | 2        | 5        |          |
| CSネーベルホルン杯   |          |          |          |          |          |          | 4        |          |          | 8        |
| CS USクラシック      |          |          |          |          |          | 4        |          |          |          |          |
| 世界Jr.選手権        |          |          |          | 8        | 5        |          |          |          |          |          |
| JGPミンスク          |          |          |          |          | 7        |          |          |          |          |          |
| JGPリガ杯            |          |          |          |          | 4        |          |          |          |          |          |
| JGPクロアチア杯      |          |          |          | 6        |          |          |          |          |          |          |
| JGPレークプラシッド  |          |          |          | 7        |          |          |          |          |          |          |
| 団体戦               |          |          |          |          |          |          |          |          |          |          |
| 世界国別対抗戦       |          |          |          |          |          | T4/P11   |          | T4/P10   |          | T5/P10   |

- N - ノービスクラス
- J - ジュニアクラス

### 詳細
| 2018-2019 シーズン    |                                                                       |          |           |           |
| 開催日                | 大会名                                                                | SP       | FS        | 結果      |
| 2019年3月18日 - 24日  | 2019年世界フィギュアスケート選手権（さいたま）                        | 22 55.89 | 23 93.08  | 23 148.97 |
| 2019年2月5日 - 10日   | 2019年四大陸選手権（アナハイム）                                      | 21 45.89 | 13 101.65 | 16 147.54 |
| 2019年1月18日 - 20日  | カナダ選手権（セントジョン）                                          | 5 59.22  | 1 126.69  | 1 185.91  |
| 2018年10月26日 - 28日 | 2018年スケートカナダ（ラヴァル）                                      | 8 60.47  | 8 111.70  | 8 172.17  |
| 2018年10月19日 - 21日 | 2018年スケートアメリカ（エバレット）                                  | 11 46.99 | 7 108.50  | 9 155.49  |
| 2018年9月26日 - 29日  | ISUチャレンジャーシリーズ2018年ネーベルホルン杯（オーベルストドルフ） | 8 53.60  | 8 96.42   | 8 150.02  |

| 2017-2018 シーズン    |                                                               |          |          |           |
| 開催日                | 大会名                                                        | SP       | FS       | 結果      |
| 2018年1月22日 - 27日  | 2018年四大陸フィギュアスケート選手権（台北）                  | 8 59.86  | 6 112.55 | 8 172.41  |
| 2018年1月9日 - 15日   | カナダフィギュアスケート選手権（バンクーバー）                | 9 52.19  | 4 112.02 | 4 164.21  |
| 2017年11月10日 - 12日 | ISUグランプリシリーズNHK杯（大阪）                            | 12 49.60 | 9 109.76 | 11 159.36 |
| 2017年10月27日 - 29日 | ISUグランプリシリーズスケートカナダ（レジャイナ）             | 11 46.51 | 11 87.66 | 11 134.17 |
| 2017年9月20日 - 23日  | ISUチャレンジャーシリーズオータムクラシック（ピエールフォン） | 6 55.21  | 6 107.21 | 5 162.42  |

| 2016-2017 シーズン      |                                                                |          |           |                   |
| 開催日                  | 大会名                                                         | SP       | FS        | 結果              |
| 2017年4月20日 - 23日    | 2017年世界フィギュアスケート国別対抗戦（東京）                 | 10 59.13 | 11 107.15 | 4 団体 （166.28） |
| 2017年2月14日 - 19日    | 2017年四大陸フィギュアスケート選手権（江陵）                   | 14 53.64 | 8 113.48  | 11 167.12         |
| 2017年1月16日 - 22日    | カナダフィギュアスケート選手権（オタワ）                       | 3 67.41  | 3 114.66  | 3 182.07          |
| 2016年11月25日 - 27日   | ISUグランプリシリーズ NHK杯（札幌）                            | 8 58.72  | 11 101.50 | 10 160.22         |
| 2016年10月27日 - 30日   | ISUグランプリシリーズ スケートカナダ（ミシサガ）               | 6 62.15  | 4 123.41  | 5 185.56          |
| 2016年9月29日 - 10月1日 | ISUチャレンジャーシリーズ オータムクラシック（ピエールフォン） | 6 56.61  | 1 129.50  | 2 186.11          |

| 2015-2016 シーズン     |                                                                  |          |           |           |
| 開催日                 | 大会名                                                           | SP       | FS        | 結果      |
| 2016年3月26日 - 4月3日 | 2016年世界フィギュアスケート選手権（ボストン）                   | 17 55.67 | 17 102.15 | 17 157.82 |
| 2016年2月16日 - 21日   | 2016年四大陸フィギュアスケート選手権（台北）                     | 7 59.71  | 14 106.02 | 11 165.73 |
| 2016年1月18日 - 24日   | カナダフィギュアスケート選手権（ハリファックス）                 | 2 68.81  | 2 133.18  | 1 201.99  |
| 2015年11月20日 - 22日  | ISUグランプリシリーズ ロステレコム杯（モスクワ）                 | 2 67.38  | 7 106.04  | 6 173.42  |
| 2015年10月23日 - 25日  | ISUグランプリシリーズ スケートアメリカ（ミルウォーキー）         | 6 59.40  | 12 88.80  | 12 148.20 |
| 2015年9月23日 - 26日   | ISUチャレンジャーシリーズ ネーベルホルン杯（オーベルストドルフ） | 2 58.73  | 5 102.62  | 4 161.35  |

| 2014-2015 シーズン       |                                                                                |          |           |           |
| 開催日                   | 大会名                                                                         | SP       | FS        | 結果      |
| 2015年4月16日 - 19日     | 2015年世界フィギュアスケート国別対抗戦（東京）                                 | 9 54.64  | 11 81.90  | 4 団体    |
| 2015年3月23日 - 29日     | 2015年世界フィギュアスケート選手権（上海）                                     | 10 60.24 | 12 100.94 | 11 161.18 |
| 2015年2月9日 - 15日      | 2015年四大陸フィギュアスケート選手権（ソウル）                                 | 6 58.50  | 10 102.72 | 10 161.22 |
| 2015年1月19日 - 25日     | カナダフィギュアスケート選手権（キングストン）                                 | 3 60.25  | 1 123.99  | 2 184.24  |
| 2014年11月14日 - 16日    | ISUグランプリシリーズ ロステレコム杯（モスクワ）                               | 1 61.18  | 3 110.82  | 3 172.00  |
| 2014年10月31日 - 11月2日 | ISUグランプリシリーズ スケートカナダ（ケロウナ）                               | 7 57.06  | 7 99.16   | 7 156.22  |
| 2014年9月10日 - 14日     | ISUチャレンジャーシリーズ USインターナショナルクラシック（ソルトレイクシティ） | 4 58.35  | 4 103.30  | 4 161.65  |

| 2013-2014 シーズン     |                                                        |          |          |          |
| 開催日                 | 大会名                                                 | SP       | FS       | 結果     |
| 2014年3月10日 - 16日   | 2014年世界ジュニアフィギュアスケート選手権（ソフィア） | 7 54.68  | 5 109.67 | 5 164.35 |
| 2014年1月20日 - 25日   | 2014年四大陸フィギュアスケート選手権（台北）           | 15 52.14 | 5 113.05 | 7 165.19 |
| 2014年1月9日 - 15日    | カナダフィギュアスケート選手権（オタワ）               | 5 53.89  | 4 107.57 | 5 161.46 |
| 2013年9月25日 - 29日   | ISUジュニアグランプリ ミンスク（ミンスク）             | 6 49.60  | 6 91.49  | 7 141.09 |
| 2013年8月27日 - 9月1日 | ISUジュニアグランプリ リガ杯（リガ）                   | 6 49.60  | 3 97.35  | 4 146.95 |

| 2012-2013 シーズン     |                                                            |          |          |          |
| 開催日                 | 大会名                                                     | SP       | FS       | 結果     |
| 2013年2月25日 - 3月3日 | 2013年世界ジュニアフィギュアスケート選手権（ミラノ）       | 12 48.14 | 7 96.24  | 8 144.38 |
| 2013年1月13日 - 20日   | カナダフィギュアスケート選手権（ミシサガ）                 | 6 50.76  | 3 106.46 | 3 157.22 |
| 2012年10月3日 - 6日    | ISUジュニアグランプリ クロアチア杯（ザグレブ）             | 4 47.62  | 6 90.10  | 6 137.72 |
| 2012年8月29日 - 9月1日 | ISUジュニアグランプリ レークプラシッド（レークプラシッド） | 9 43.42  | 6 90.01  | 7 133.43 |

| 2011-2012 シーズン   |                                              |          |         |          |
| 開催日               | 大会名                                       | SP       | FS      | 結果     |
| 2012年1月16日 - 22日 | カナダフィギュアスケート選手権（モンクトン） | 15 39.45 | 7 89.32 | 9 128.77 |

| 2010-2011 シーズン   |                                                             |         |          |           |
| 開催日               | 大会名                                                      | SP      | FS       | 結果      |
| 2011年1月17日 - 23日 | カナダフィギュアスケート選手権 ジュニアクラス（ビクトリア） | 7 37.85 | 12 64.25 | 10 102.10 |

| 2009-2010 シーズン   |                                                           |          |          |          |
| 開催日               | 大会名                                                    | SP       | FS       | 結果     |
| 2010年1月11日 - 17日 | カナダフィギュアスケート選手権 ノービスクラス（ロンドン） | 11 29.37 | 11 50.92 | 13 80.29 |

## プログラム使用曲
| シーズン  | SP | FS | EX                                                                   |
| --------- | --- | --- | -------------------------------------------------------------------- |
| 2018-2019 | 黒くぬれ!（テレビドラマ『ウエストワールド』より） 曲：ラミン・ジャヴァディ 振付：デヴィッド・ウィルソン                                                                                          | Sunset Bouleavrd （ミュージカル『サンセット大通り』より） 作曲：アンドルー・ロイド・ウェバー 振付：デヴィッド・ウィルソン |                                                                      |
| 2017-2018 | リベルタンゴ 作曲：アストル・ピアソラ 振付：シェイ＝リーン・ボーン | Sunset Bouleavrd （ミュージカル『サンセット大通り』より） 作曲：アンドルー・ロイド・ウェバー 振付：デヴィッド・ウィルソン |                                                                      |
| 2016-2017 | スウェイ ボーカル：プッシーキャット・ドールズ 振付：シェイ＝リーン・ボーン映画『Pina/ピナ・バウシュ 踊り続けるいのち』サウンドトラックより 作曲：トム・ハンレイシュ 振付：シェイ＝リーン・ボーン | テレビドラマ『ROME［ローマ］』サウンドトラックより 作曲：ジェフ・ビール 振付：デヴィッド・ウィルソン                      | These Boots Are Made for Walkin' ボーカル：ナンシー・シナトラ        |
| 2015-2016 | 映画『Pina/ピナ・バウシュ 踊り続けるいのち』サウンドトラックより 作曲：トム・ハンレイシュ 振付：シェイ＝リーン・ボーン                                                                           | 映画『風と共に去りぬ』サウンドトラックより 作曲：マックス・スタイナー 振付：デヴィッド・ウィルソン                        | A Little Party Never Killed Nobody (All We Got) ボーカル：ファーギー |
| 2014-2015 | ファンキータウン 曲：リップス 振付：デヴィッド・ウィルソンLa Leyenda del Beso 作曲：ラウル・ディ・ブラシオ 振付：ジェフリー・バトル                                                              | 映画『ドクトル・ジバゴ』より 作曲：モーリス・ジャール 振付：デヴィッド・ウィルソン                                        | A Little Party Never Killed Nobody (All We Got) ボーカル：ファーギー |
| 2013-2014 | Torn - Resolve Compilation 作曲：ネイサン・ラニエ | 映画『ドクトル・ジバゴ』より 作曲：モーリス・ジャール 振付：デヴィッド・ウィルソン                                        | ファンキータウン 曲：リップス                                        |
| 2012-2013 | ファースト・ダンス 演奏：エドウィン・マートン | Compilation Misa Tango by Luis Bacalov                                                                                    |                                                                      |